# بيت القبيع (الحيمة الداخلية)

تعديل مصدري - تعديل

بيت القبيع هي إحدى قرى عزلة الأحبوب بمديرية الحيمة الداخلية التابعة لمحافظة صنعاء، بلغ تعداد سكانها 77 نسمة حسب تعداد اليمن لعام 2004.